# Bolboceras quadridens
Bolboceras quadridens är en skalbaggsart som beskrevs av Fabricius 1781. Bolboceras quadridens ingår i släktet Bolboceras och familjen Bolboceratidae. Inga underarter finns listade.